# Zapotal Solís
Zapotal Solís är en ort i Mexiko.   Den ligger i kommunen Álamo Temapache och delstaten Veracruz, i den sydöstra delen av landet, 240 km nordost om huvudstaden Mexico City. Zapotal Solís ligger 157 meter över havet och antalet invånare är 342.
Terrängen runt Zapotal Solís är platt åt nordost, men åt sydväst är den kuperad. Terrängen runt Zapotal Solís sluttar österut. Runt Zapotal Solís är det ganska glesbefolkat, med 36 invånare per kvadratkilometer. Närmaste större samhälle är Temapache, 11,3 km söder om Zapotal Solís. Trakten runt Zapotal Solís består till största delen av jordbruksmark.